# Caroline Spurgeon
Pour les articles homonymes, voir Spurgeon.
Caroline Eleanor Frances Spurgeon , née le 24 octobre 1869 dans la province du Pendjab de l'Empire des Indes britanniques et morte le 24 octobre 1942 à Tucson, Arizona est une critique littéraire anglaise, connue pour avoir été la première femme professeur d'université à Londres, et la deuxième en Angleterre. Elle fut la première universitaire angliciste, et la première à être pleinement acceptée comme telle en Angleterre.

## Biographie
Caroline Spurgeon naît en 1869 au Pendjab, fille d'un officier britannique de l'Armée de l'Inde, le capitaine Christopher Spurgeon. Sa mère meurt à sa naissance et son père cinq ans plus tard. Elle passe sa jeunesse en France et en Allemagne. Elle a peut-être fréquenté le Cheltenham Ladies' College mais son nom n'apparaît pas sur le registre des élèves. Elle poursuit ses études au King's College et à l'University College de Londres. À partir de mai 1900, elle donne des conférences de Littérature anglaise à Londres. En 1901, elle intègre le Bedford College et en 1913 obtient la chaire de littérature anglaise nouvellement créée.
Elle est une spécialiste de Geoffrey Chaucer à qui elle consacre en 1911 à Paris une thèse rédigée en français, sous la direction d'Émile Legouis, intitulée Chaucer devant la critique, publiée en 1929, à Londres sous le titre 500 years of Chaucer criticism and allusion (500 ans de critiques et d'allusions à Chaucer). En 1912, elle bénéficie de la première bourse d'études attribuée par la British Federation of University Women.
En 1936, elle s'installe à Tucson, en Arizona, où elle meurt six ans plus tard, le jour de son soixante-treizième anniversaire, des complications d'une artériosclérose cérébrale. Après la Seconde Guerre mondiale, son amie Virginia Gildersleeve de New York, elle aussi professeure de lettres, fait déplacer ses cendres pour les déposer à côté de la tombe de son ancienne compagne Lilian Mary Clapham (1871-1935) à l'église paroissiale d'Alciston, au Royaume-Uni.

## Activités scientifiques et engagements institutionnels

### Activités en faveur des femmes universitaires
Grâce aux réseaux qu'elle met en place avec la British Federation of University Women et ses collègues homologues féminines aux États-Unis plus progressistes, elle parvient à décrocher des postes clefs dans le domaine des études anglicistes alors en pleine restructuration en Grande-Bretagne (par exemple, à l'English Association) ainsi que dans le lancement de la filière universitaire d'études de littérature anglaise à l'université de Londres. Ses activités variées au sein de son propre département, lui font prendre une part active à la renaissance de la critique littéraire des années 1920 et du début des années 1930. Elle est une militante active en faveur de l'accès des femmes aux diplômes universitaires. Elle plaide pour l'accueil des femmes étrangères en plus grand nombre dans les universités britanniques. Sa propre nomination à une chaire d'enseignement a marqué un tournant dans l'histoire des femmes dans l'enseignement supérieur.

### Études sur Geoffrey Chaucer
La thèse de doctorat qu'elle soutient à Paris en 1911, Chaucer devant la critique en Angleterre et en France depuis son temps jusqu'à nos jours, qu'elle publiera par la suite en anglais en trois volumes sous le titre Five Hundred Years of Chaucer Criticism and Allusion, 1357–1900, lui assure une place durable dans l'histoire des études savantes consacrées à cet auteur moyen anglais. Cette étude dévoile à ses collègues la riche tapisserie de l'impact littéraire du père de la poésie anglaise.

### Études sur William Shakespeare
En 1935, elle rédige une étude pionnière sur l'usage des images dans l'œuvre de  William Shakespeare, intitulée Shakespeare's Imagery, and what it tells us (L'Imagerie shakespearienne et ce qu'elle nous enseigne). Cet ouvrage fait l'objet de  plusieurs rééditions. Elle y analyse les différents types d'images et de motifs que le poète utilise dans ses pièces. Elle montre aussi qu'il y a un ou plusieurs groupes d'images dans chacune des grandes pièces, par exemple, les images de maladies ou de blessures dans Hamlet, ou d'ombres et de lumières dans Roméo et Juliette.
En voici quelques exemples :
- Images maritimes : "Sailing in this salt flood; the winds, the sighs ... will overset thy tempest-tossed body" (Roméo et Juliette)
- Images vestimentaires : par exemple "Why do you dress me in borrowed robes" (Macbeth)
- Images colorées : "this my hand will rather The multitudinous seas incarnadine, Making the green one red." (Macbeth)
- Images de jardinage: "Hang here like a fruit, my soul, till the tree die." (Cymbeline)

En plus d'aider à comprendre le sens de la pièce, cette étude donne un aperçu de l'état d'esprit du poète en montrant quelles idées lui viennent lorsqu'il a besoin d'une expression poétique, donnant ainsi quelques indices sur ses origines, son éducation, sa position sociale.
Elle permet aussi souvent de distinguer son style de celui d'autres auteurs, et est donc un instrument essentiel pour rétablir la paternité de textes d'origine incertaine pour réfuter par exemple une théorie selon laquelle Francis Bacon aurait été le véritable auteur des pièces de Shakespeare. Une comparaison statistique entre les champs d'imagerie des deux auteurs montre en effet des différences révélatrices.
Elle reçoit le prix Rose Mary Crawshay en 1936.